# ジ・イリノイ
マイル・ハイ・イリノイ（英語: Mile High Illinois）もしくはイリノイ・スカイシティ（英語: Illinois Sky-City）、或いは単にジ・イリノイ（英語: The Illinois）と呼ばれる建物は、1956年にフランク・ロイド・ライトの著書、テスタメントで計画された、1マイル (1,600 m)の高さを誇るハイパービルディングである。イリノイ州シカゴに計画されたジ・イリノイは528階建てで総床面積は18,460,000平方フィート (1,715,000 m2)と言う規模の物であった。そして、15000台の駐車場と150機のヘリコプターも要するとライトは考えていた。

## 概要
当時、世界一高かったビルであった、エンパイア・ステート・ビルディングと比して四倍の高さ、そして2020年7月現在世界一高いブルジュ・ハリファの二倍の高さを誇る建築物として計画された。そして、スプロール現象が多くの都市で進んでいく最中、その歯止めとして半ば真剣に考えられていた建物の一つであった。だが、これらの建物の計画は金銭的な問題から、一つたりとも実現しなかった。
ブルジュ・ハリファのデザインには、このジ・イリノイが影響を与えたとも言われている。

## 技術的側面
当時世界一の高さを誇っていた、エンパイア・ステート・ビルディングですらジ・イリノイの四分の一程度の高さしか無かったが、ライトはこの建物も技術的に建てられる物と信じていた。彼はこの建物も自立式の鉄鋼構造でその重さを支える事が出来ると思っていたが、そこには数多の問題が横たわっていた。
当時、塔を建てるのに使われていた鉄鋼は、非常にしなりやすい素材であった。これによって、上部の階では風によって建物が揺れ、不快感を与える事となる。ライトはこの問題について独自の観点から言及しており、今でいうCNタワーのような、三脚型の建物にし、その表面の鉄鋼を平らにし、如何なる震動にも耐えるようにする事での解決を考えていた。この着想は、台北101に設置されたTMDによる解決に寄与したが、その技術が発見されたのは、この計画の数十年後の事であった。
また、2000年前後に於いてはしなりにくい素材であるコンクリートによる建築物が多く建てられ、建設可能性が高くなった。 
彼は著書、テスタメントで320階と最上階である528階のフロアの計画を記している。320階は広い階段のみとし、周りのオフィスから分かれていない構造とする予定であった。最上階は階段では行けず、エレベーターのみで行ける場所とする予定であった。彼は、建物は防火性であるものの、火災の予防に関しては検討の余地があると考えていたためにこのような構造を考えていた。
ライトは76のエレベーターを設置し、各々のエレベーターは縦に5階分の高さを有し、同時に5階に停まる事が出来るように考えていたようである。そして、5つのエレベーターごとに分け、各々に約100階ずつを振り分ける予定であった。しかしながら、彼の計画では528階には一つのエレベーターしか着かない計画であった。その一つのエレベーターは原子力で1マイル毎分の速度を出してラチェットで運行する予定であった 。
そして、エレベーターは外側の傾斜した壁に従って設置され、手すりのように出っ張ったピラミッド型をビルが呈する形になる予定であった。彼はエスカレーターを使えばこのエレベーターの有事にも一時間以内には対処出来るとしていた。

## 文化
ファング・アイランドはジ・イリノイ（The Illinois）と言う曲を2010年のアルバムで発表した。